# Blommersia grandisonae
Blommersia grandisonae là một loài ếch trong họ Mantellidae. Chúng là loài đặc hữu của Madagascar.
Các môi trường sống tự nhiên của chúng là các khu rừng ẩm ướt đất thấp nhiệt đới hoặc cận nhiệt đới, sông, đầm nước ngọt có nước theo mùa, và các đồn điền.
Nó bị đe dọa do mất môi trường sống.